# Деннер, Шарль
Шарль Деннер (фр. Charles Denner; 28 мая 1926 года, Тарнув — 10 сентября 1995 года, Дрё) — французский актёр театра и кино, известен своими ролями в фильмах «Ландрю» Клода Шаброля, «Приключение — это приключение» Клода Лелуша и «Мужчина, который любил женщин» Франсуа Трюффо.

## Ранние годы и Вторая мировая война
Родился в городе Тарнув на юго-востоке Польши в семье польских евреев, эмигрировавших во Францию из-за угроз преследований и погромов, когда Шарлю исполнилось четыре года.. В 1941 году Шарль впервые появился на экране (эпизодическая роль в фильме Мориса Турнёра «Коварный лис»), однако в целом оставался преимущественно театральным актёром.
Во время Второй мировой войны его семья находилась в Брив-ла-Гайарде. 20 апреля 1942 года был арестован брат актёра, Альфред Деннер, которого удалось освободить как непригодного для работы благодаря поддельному рентгеновскому снимку.. В возрасте 16 лет Шарль со своим братом Альфредом стали добровольными участниками французского Сопротивления. Шарль был тяжело ранен в позвоночник во время засады, устроенной его группой на немецкий конвой, включая грузовик СС, который он подорвал гранатой. Позже за этот подвиг он получил награду — Военный крест.

## Карьера
По окончании Второй мировой войны проходил театральные курсы Шарля Дюллена, известного театрального педагога своего времени. Продолжая учиться, он начал свою актерскую карьеру в театре в молодой труппе Compagnons de l’Arche Андреа Марковичи. Он сыграл несколько ролей в четырех пьесах, включая Диббук де Ан Ски (1946) в театре Эдуарда VII, Керуб и брак Рэйчел (1947) в театре Ла Вереск, и Тель Хаи (1947) в театрах Эдуарда VII и Ла Вереск.
Он играл клоуна в пьесе Гийома Аполлинера «Les Mamelles de Tirésias» режиссера Клемана Харари. Именно здесь его заметил Жан Вилар, который руководил Авиньонским фестивалем. Ив Аллегре предложил Деннеру небольшую роль в «Груди Терезия». Вилар был так впечатлен игрой Деннера в «Груди Терезия», что пригласил его в Национальный театр Шайо в труппу Народного национального театра, которую впоследствии возглавил сам Жан Вилар. На Авиньонском фестивале в 1951 году Деннер сыграл в спектакле «Принц Гомбургский» фон Клейста. Он играл на одной сцене с Жанной Моро, Франсуа Перье, Мишель Галабрю и многими другими известными актёрами этого поколения, которые, как и он, дебютировали на этой престижной сцене французского драматического искусства.

## Смерть
Умер 10 сентября 1995 года от рака горла в больнице Дрё. Похоронен на парижском кладбище Баньё.

## Фильмография
- 1954 — Апрельская рыбка / Poisson d’avril
- 1957 — Лифт на эшафот / Ascenseur pour l'échafaud
- 1962 — Ландрю / Landru
- 1965 — Убийцы в спальных вагонах / Compartiment tueurs
- 1965 — Мари Шанталь против доктора Ха / Marie-Chantal contre docteur Kha — Джонсон
- 1967 — Вор / le Voleur
- 1968 — Невеста была в чёрном /  La mariee etait en noir
- 1969 — Дзета / Z
- 1971 — Повторный брак / Les Mariés de l’an II — пассажир-республиканец
- 1972 — Приключение — это приключение / L’Aventure, c’est l’aventure
- 1972 — Такая красотка, как я / Une belle fille comme moi
- 1973 — Наследник / L’Héritier — Иосиф
- 1974 — Гаспары /Les Gaspards
- 1975 — Страх над городом / Peur sur la ville — инспектор Муассак
- 1977 — Мужчина, который любил женщин / L’Homme qui aimait les femmes — Бертран Маран
- 1982 — Тысяча миллиардов долларов /Mille milliards de dollars